# Прва шумадијска бригада НОВЈ
Прва шумадијска народноослободилачка бригада (Шумадијска народноослободилачка партизанска бригада) формирана је 5. октобра 1943. године на месту Паљевине, на планини Руднику. Одлуку о њеном формирању донео је Главни штаб НОВ и ПО Србије, у договору са Врховним штабом НОВ и ПОЈ, 25. септембра 1943. године. У састав бригаде тада су ушли Први шумадијски и Други космајски батаљон из Шумадијског партизанског одреда. Крајем октобра, у састав бригаде укључен је и Други батаљон Космајског партизанског одреда. Почетком новембра 1943. године бригада је имала три батаљона и око 700 бораца.
Одлуком Главног штаба НОВ и ПО Србије одређен је командни састав бригаде - за команданта је постављен Радивоје Јовановић Брадоња, народни херој, за политичког комесара Светозар Поповић-Милић, народни херој, за заменика команданта Милош Дудић, народни херој и за заменика политичког комесара Слободан Крстић Уча.
Дејствовала је под непосредном командом Главног штаба НОВ и ПО Србије, а 10. фебруара 1944. године, заједно са Првом јужноморавском бригадом укључена у састав тада новоформиране Треће српске ударне бригаде.
За своје заслуге током Народноослободилачког рата, бригада је одликована Орденом партизанске звезде и Орденом заслуга за народ.

## Народни хероји Прве шумадијске бригаде
Неки од бораца Прве шумадијске бригаде проглашени за народне хероје Југославије су:
- Томо Бреуљ, политички комесар Другог батаљона
- Милош Дудић, заменик команданта бригаде
- Мирослав Јовановић, политички комесар Првог батаљона
- Радивоје Јовановић, командант бригаде
- Раденко Мандић, заменик команданта Другог батаљона
- Војислав Манојловић, борац Прве чете Првог батаљона
- Ђорђе Нешић, командир чете у Првом батаљону
- Момчило Поповић, борац Првог батаљона
- Светозар Поповић-Милић, политички комесар бригаде
- Иван Стефановић Срба, заменик команданта Првог батаљона